# Emilio Gancayco
Emilio Angeles Gancayco (Orion, 20 augustus 1921 – Manilla, 28 juli 2009) was een Filipijns rechter. Gancayco was van 1987 tot 1991 rechter van het Filipijnse hooggerechtshof.

## Biografie
Cancayco werd geboren op 20 augustus 1921 in Orion in de provincie Bataan. Zijn middelbareschoolopleiding voltooide hij aan het Jose Rizal Institute in Bataan. Daarna behaalde hij een Bachelor of Arts-diploma aan de University of the Philippines. Zijn studie rechten aan dezelfde universiteit moest hij door het uitbreken van de Tweede Wereldoorlog enige tijd onderbreken. In dit periode was hij actief bij de verzetsbeweging in zijn geboorteplaats Orion. Toen na de oorlog de rechtenfaculteit van de University of the Philippines weer werd geopend rondde hij zijn Bachelor-opleiding rechten in 1947 af. Ook slaagde hij in datzelfde jaar voor het toelatingsexamen voor de Filipijnse balie (bar exam).
Direct erna ging hij werken als advocaat bij JAGO (Jugde Advocate General’s Office) in dienst van het Filipijnse leger. Van 1949 tot 1954 werkte hij als advocaat in de commerciële sector, waarna hij 1954 weer voor de Filipijnse overheid ging werken als advocaat bij de Procecution Division. Daar maakte hij geleidelijk carrière en promoveerde via Special Prosecutor en Assistent Chief Procecutor tot Chief State Procecutor.
In 1972 werd hij benoemd tot rechter van het Hof van beroep. Na de reorganisatie in 1983 waarbij het hof werd hernoemd naar Intermediate Appellate Court, werd Gancayco benoemd als hoofd van de First Criminal Cases Division van de rechtbank. Na de val van president Ferdinand Marcos door de EDSA-revolutie in 1986 en de nieuwe reorganisatie, waarbij de rechtbank weer werd hernoemd als Hof van beroep werd Cancayco aangesteld als de opperrechter van het Hof. Kort daarna, op 5 januari 1987 werd hij door de president Corazon Aquino benoemd als rechter van het Filipijnse hooggerechtshof. In 1991 bereikte hij de voor rechters verplichtte pensioenleeftijd van 70 en werd hij weer actief als advocaat in de commerciële sector. Zo zette hij samen met zijn jongste zoon Pablo een eigen advocatenkantoor op. In 1995 werd hij benoemd als voorzitter van een presidentiële waarheids- en beleidscommissie die werd ingesteld ter bescherming van de rechten van de in het buitenland werkende Filipino’s.
Cangayco was een autoriteit op het gebied van strafrecht in de Filipijnen en gaf in zijn carrière les aan de University of the Philippines, de University of Santo Tomas en de University of the East. Daarnaast was hij actief in diverse religieuze en maatschappelijk organisaties.
Cancayco was getrouwd met Herminia Cancayco. Samen met haar kreeg hij vijf kinderen: Efren, Ana Corazon, Antonio, Emilio jr. en Pablo.